# 王子木材緑化
王子木材緑化株式会社（おうじもくざいりょっか、英文表記 Oji Forest&Products Co.,Ltd.）は、林業や緑化工事事業、鉱業などを行う企業である。
かつてはガーデニングショップ「マリポサ」の運営も行っていたが、2010年に別会社に譲渡した。日本製紙総合開発とともに製紙系造園会社の一つ。

## 主要事業所
- 本社 - 東京都中央区銀座四丁目7番5号
- 支店
  - 北海道支店 - 北海道札幌市清田区北野2条2丁目20番3号
  - 東京支店 - 東京都江東区新木場一丁目1番1号
  - 大阪支店 - 大阪府大阪市住之江区北加賀屋二丁目11番8号
- 鉱山
  - 鹿越鉱業所 - 北海道空知郡南富良野町字東鹿越（石灰石、ドロマイト採掘）
  - 手稲鉱業所 - 北海道札幌市手稲区手稲金山（砕石採掘）

## 沿革

### 王子緑化
- 1937年（昭和12年）8月 - 王子造林株式会社設立。
- 1944年（昭和19年）7月 - 王子農林株式会社に商号変更。
- 1948年（昭和23年）12月 - 日本農林株式会社に商号変更。
- 1949年（昭和24年）5月 - 王子造林株式会社に商号変更。
- 1954年（昭和29年） - 鹿越鉱業株式会社設立。
- 1961年（昭和36年） - 手稲砕石株式会社設立。
- 1970年（昭和45年） - 鹿越鉱業と手稲砕石が合併し、王子鉱業株式会社発足。
- 1973年（昭和48年）12月 - 王子緑化株式会社に商号変更。
- 1974年（昭和49年）4月 - 王子製紙（現：王子ホールディングス）の緑化事業を継承。
- 1980年（昭和55年）4月 - 中国造林株式会社を合併。
- 1982年（昭和57年）10月 - 王子鉱業を合併。
- 1998年（平成10年）10月 - 本州造林株式会社・本州緑化株式会社を合併。

### 王子木材工業
- 1927年（昭和2年）5月 - 日露木材株式会社設立。
- 1965年（昭和40年）7月 - 篠原山林開発株式会社（1959年設立・王子製紙系）と合併、王子木材株式会社に商号変更。
- 1970年（昭和45年）4月 - 菱中林業株式会社（王子製紙系）を合併。
- 1988年（昭和63年）3月 - 愛山林業株式会社と合併。
- 1990年（平成2年）4月 - 広林産株式会社と合併 。
- 1998年（平成10年）10月 - 神崎林業株式会社、坂本木材株式会社、株式会社北王と合併、王子木材工業株式会社に商号変更。

### 王子木材緑化発足後
- 2003年（平成15年）4月 - 王子緑化と王子木材工業が合併、王子木材緑化株式会社に商号変更。

## 関係会社
- 王子フォレストリー株式会社
- 王木住宅資材株式会社
- 金山礦産株式会社
- 手稲工産株式会社
- 日向林産株式会社